# الروض الأنف
الروض الأنف في شرح السيرة النبوية لابن هشام ويسمى اختصارًا الروضُ الأُنُفُ  هو كتاب في شرح السيرة النبوية لمؤلفه أبو القاسم السهيلي (508هـ - 1114م/581هـ - 1185م)

## نبذة عن المؤلف
أبو القاسم السهيلي هو عبد الرحمن بن عبد الله بن الخطيب بن أصبع بن حبيب بن سعدون بن رضوان بن فتوح الخثعمي السهيلي، والسهيلي نسبة إلى قرية من القرب من مالقة في الأندلس اسمها سهيل، ولد سنة 508هـ في مالقة، وتوفي سنة 581هـ  في مراكش بالمغرب

## وصف الكتاب
هناك خمس طبعات محققة للروض الأنف، الأولى هي طبعة بتحقيق طه عبد الرؤف السعد، والثانية بتحقيق عبد الله المنشاوي، والثالثة بتحقيق عبد الرحمن الوكيل، والرابعة بتحقيق عمر عبد السلام السلامي والخامسة علق عليها ووضع حواشيها مجدي بن منصور بن سيد الشورى. والاخيرة وضع فيها نص السيرة النبوية لابن هشام في أعلى الصفحات وفي أسفلها نص الرَّوض الأنف وفصل بينهما بخط طبعت في اربع مجلدات محتوى كل مجلد على النحو الآتي:
1. الجزء الأول: ذكر سرد النسب الزكي - الذين أسلموا بدعوة أبي بكر
2. الجزء الثاني: مبادأة رسول الله ﷺ قومه - تهجم اليهود والنصارى على ذات الله وغضب الرسول ﷺ لذلك
3. الجزء الثالث: ذكر نصاري نجران - غزوة بني لحيان
4. الجزء الرابع: غزوة ذي قرد - افتتان المسلمين بعد موت الرسول ﷺ

## منهج المؤلف
شرح فيه السهيلي كتاب السيرة النبوية لابن هشام، وكان منهجه في الكتاب بأن يعرض سيرة ابن هشام، شارحًا ما أبهم من كلمات ومعان، ويزيد أكثرها إيضاحًا وبيانًا، وإذا وُجد نسب غامض أزال غموضه، وقد يتعرض في بعض الأحيان لبعض الكلمات بالإعراب.
وقد قال السهيلي في المقدمة الغرض من تأليف الكتاب: «إيضاح ما وقع في سيرة رسول الله -  - التي سبق إلى تأليفها أبو بكر محمد بن إسحاق المطلبي، ولخصها عبد الملك بن هشام المعافري المصري النسابة النحوي مما بلغني علمه ويسر لي فهمه من لفظ غريب أو إعراب غامض أو كلام مستغلق أو نسب عويص أو موضع فقه ينبغي التنبيه عليه أو خبر ناقص يوجد السبيل إلى تتمته مع الاعتراف بكلول الحد عن مبلغ ذلك  الحد فليس الغرض المعتمد أن أستولي على ذلك الأمد ولكن لا ينبغي أن يدع الجحش من بذه الأعيار ومن سافرت في العلم همته فلا يلق عصا التسيار»

## وصلات خارجية
- تصفح الكتاب: موقع الإسلام